# 武雄市立西川登小学校
武雄市立西川登小学校（たけおしりつ にしかわのぼりしょうがっこう）は、佐賀県武雄市西川登町大字神六にある市立の小学校。

## 概要
歴史
1875年（明治8年）創立。数回の改組・改称を経て、現校名になったのは1954年（昭和29年）。2025年（令和7年）に創立150周年を迎える。
校訓
「ただしく・やさしく・たくましく」
校章
桜の花弁を背景にして、校名の頭文字である「西」を円形に図案化したもので、中央の「小」の文字を囲んでいる。

校区
「武雄市西川登地区全域」。中学校区は武雄市立川登中学校。

## 沿革
- 1875年（明治8年）5月 - 小田志に「小田志小学校」、庭木に「神六小学校」が創立。
- 1883年（明治16年）8月 - 小田志小学校に高等科が設置される。
- 1886年（明治19年）[2]4月 - 以上の2校が統合され、弓野に「高等明治小学校」・「尋常明治小学校」が設置される。矢筈と小田志に分校を設置。
- 1889年（明治22年）4月 - 町村制の施行により、小田志村と神六村が合併し、西川登村となる。
- 1899年（明治32年）4月 - 現在地に新校舎が完成し、移転を完了。矢筈と小田志分校を廃止。
- 1901年（明治34年）5月  - 「西川登尋常高等小学校」と改称。
- 1911年（明治44年）10月 - 2階建て校舎を平屋建てに改築。
- 1929年（昭和4年）11月 - 中央校舎を増築。
- 1939年（昭和14年）3月 - 保健室を新築。
- 1941年（昭和16年）4月1日 - 国民学校令の施行により、「西川登国民学校」と改称。尋常科を初等科に改める。
- 1947年（昭和22年）4月1日 - 学制改革が行われる。
  - 国民学校初等科は「西川登村立西川登小学校」に改組・改称。
  - 国民学校高等科は青年学校普通科とともに、新制中学校「西川登村立西川登中学校」に改組される。小学校に併設の形をとる。
- 1948年（昭和23年）
  - 4月 - 矢筈分校を設置（再設置）。
  - 11月 - 木造新校舎が完成。
- 1950年（昭和25年）11月 - 中学校の新校舎が完成し、併設を解消[3]。
- 1953年（昭和28年）12月 - 講堂が完成。
- 1954年（昭和29年）4月1日 - 町村合併により、「武雄市立西川登小学校」（現校名）と改称。
- 1959年（昭和34年）3月 - 第一棟・第三棟の校舎を改築。
- 1961年（昭和36年）12月 - 完全給食を開始。
- 2008年（平成20年）4月1日 - 矢筈分校が休校。
- 2010年（平成22年）
  - この年 - 鉄筋コンクリート造3階建ての新校舎が完成[4]。
  - 3月31日 - 矢筈分校が閉校[5]。矢筈分校の最終所在地は武雄市西川登町大字神六28957-2。

## 交通
最寄りのバス停留所
- 祐徳バス「西川登小学校前」停留所

最寄りの幹線道路
- 佐賀県道・長崎県道102号塩田波佐見線「西川登小学校前」交差点
- 佐賀県道45号嬉野山内線

## 周辺
- 六角川
- 庭木神社
- かんころの家
- 西川登公民館

## 参考資料
- 「武雄市史 中巻」（武雄市史編纂委員会, 1973年（昭和48年）1月30日）p.620～